# Aquinéa Volta
Pour les articles homonymes, voir Volta.
L'Aquinéa Volta est un prototype d'hélicoptère à propulsion électrique français.

## Historique
L'hélicoptère Aquinea Volta a été développé en France afin de prouver la viabilité d'un hélicoptère à propulsion électrique. Monoplace, il vole sous l'immatriculation française F-WALG.
Le 19 octobre 2016, il a officiellement été présenté au public et à la presse depuis l'héliport de Paris - Issy-les-Moulineaux en présence notamment de Ségolène Royal alors ministre de l'Environnement, de l'Énergie et de la Mer.

## Sources et références

### Sources
- Site officiel